# Eighty Four
Eighty Four (de 84) es un lugar designado por el censo ubicado en el condado de Washington en el estado estadounidense de Pensilvania. En el año 2010 tenía una población de 657 habitantes y una densidad poblacional de 50,1 personas por km².

## Geografía
Eighty Four se encuentra ubicado en las coordenadas 40°10′39″N 80°7′54″O / 40.17750, -80.13167.. Según la Oficina del Censo de los Estados Unidos, Eighty Four tiene una superficie total de 6,6 mi² (17,1 km²), de la cual 6,6 mi² (17,1 km²) corresponden a tierra firme y 0 mi² (0 km²) es agua.